# Ferdinand Haltenhoff
Ferdinand Haltenhoff (* 12. Februar 1836 in Wahrenholz; † 7. September 1891 in Heidelberg) war ein deutscher Richter und Verwaltungsjurist im Königreich Hannover. In der Provinz Hannover war er von 1882 bis 1891 Stadtdirektor von Hannover.

## Leben
Haltenhoff besuchte das Ernestinum Celle und das Gymnasium Carolinum (Osnabrück). Nach dem Abitur studierte er ab 1856 Rechtswissenschaft an der Ruprecht-Karls-Universität Heidelberg, wo er im selben Jahr im Corps Vandalia Heidelberg aktiv wurde, und Göttingen. 1860–1864 war er Auditor an Gerichten in Bleckede, Burgwedel und Hannover. Anschließend begann er eine Tätigkeit als Rechtsanwalt und Notar in Hameln. Ab 1877 war er Amtsrichter in Bremervörde. 1878 wurde er Senator in Hannover und wurde im Herbst 1882 nach dem Tod von Johann Carl Hermann Rasch mit einer Stimme Mehrheit zum Stadtdirektor gewählt.
In seine Amtszeit fielen u. a. die Errichtung des Stadtfriedhofs Stöcken, der Bau der Markthalle, des Elektrizitätswerks und des Kestner-Museums. Außerdem fanden die Eingemeindungen von Herrenhausen, Hainholz, List und Vahrenwald statt, wodurch die Einwohnerzahl von Hannover von 125.000 auf 180.000 anstieg. Neben seiner Tätigkeit als Stadtdirektor war Haltenhoff ab 1885 Vizepräsident des Provinziallandtags und ab 1890 Mitglied des Preußischen Herrenhauses.
Er starb mit 55 Jahren auf der Rückreise von Montreux nach Hannover. Sein Ehrengrab befindet sich auf dem Stadtfriedhof Engesohde. 1892 wurde eine Straße in der hannoverschen Nordstadt nach ihm benannt.
Nachfolger im Amt des Stadtdirektors von Hannover wurde Heinrich Tramm.